# ئی‌ام‌دی اس‌دی۷
ئی‌ام‌دی اس‌دی۷ (انگلیسی: EMD SD7) یک لوکوموتیو دیزلی-الکتریکی ساخت شرکت الکترو-موتیو دیزل بوده است.
این لوکوموتیو که مابین سال‌های ۱۹۵۱ تا ۱۹۵۳ تولید می‌شده دارای ۱۶ سیلندر، ۱۵۰۰ اسب بخار قدرت، ۱۸٫۶۶ متر طول و ۳٫۲۵ متر عرض بوده است.